# Gustave Alfred Noiré
Pour les articles homonymes, voir Noiré.
Gustave Alfred Noiré, né le 29 mars 1867 à Batilly et mort le 9 mai 1915 à Neuville-Saint-Vaast, est un militaire français ayant combattu durant la Première Guerre mondiale, chef de bataillon dans la Légion étrangère.

## Biographie
Fils ainé de Charles Noiré (maréchal ferrant) et Marie Anne Mélanie Veaugein, il s'engage dans le corps militaire en 1885.
Il est soldat, puis caporal dans le 1er régiment d'infanterie de marine et gagne ses galons de sergent dans le 1er régiment de tirailleurs tonkinois.
Il intègre l'École de l'infanterie en 1891. Sous-lieutenant au 2e régiment de tirailleurs tonkinois, il passe lieutenant porte-drapeau en 1898, dans le 6e régiment d'infanterie coloniale.
En 1899, il est promu capitaine.
Après la campagne d'Afrique, il revient à Verdun où il épouse Marie Baillot le 7 janvier 1905.
Suivront les campagnes de Cochinchine française et de Cote d'ivoire et ses affectations dans différents régiments de l'infanterie coloniale. En 1911, il est promu chef de bataillon.
Il est fait Officier de la légion d'honneur juste avant que n'éclate la Première Guerre mondiale, il quitte alors le 24e régiment d'infanterie coloniale pour la légion étrangère.
Il prend la tête du bataillon C du 2e régiment de marche du 1er étranger. La première compagnie était formée de Tchèques (compagnie Rota Nazdar (cs)), la deuxième de Polonais (Légion des Bayonnais), la troisième de Belges et Luxembourgeois et la quatrième d'Italiens et de Grecs.
En novembre 1914, avec son bataillon complet, il occupe le secteur de Sillery puis les Marquises.
Il tombe au champ d'honneur le 9 mai 1915, lors de la Bataille de l'Artois.

## Campagnes
- Tonkin : de 1887 à 1889, puis de 1893 à 1897
- Madagascar : de 1898 à 1900
- Afrique-Occidentale française : de 1902 à 1904
- Cochinchine française
- Cote d'ivoire
- Première Guerre mondiale

## Distinctions
- Officier de la Légion d'honneur en 1915
- Chevalier de la Légion d'honneur en 1914
- Chevalier de l'Ordre du Dragon d'Annam
- Chevalier de l'Ordre de l'Étoile d'Anjouan
- Chevalier de l'Ordre royal du Cambodge
- Médailles coloniales :
  - Médaille coloniale agrafe "Madagascar"
  - Médaille coloniale agrafe "Tonkin"
  - Médaille coloniale agrafe "Afrique Occidentale Française"

## Sources
- Le 2e régiment de marche du 1er étranger Pendant la guerre 1914-1918. tableaudhonneur.free.fr
- « Cote LH/1999/41 », base Léonore, ministère français de la Culture